# Opera (веб-прегледач)
Опера је прегледач помоћу којег је могуће обављати и друге послове везане за Интернет, укључујући слање и примање електронске поште, руковање контактима и ћаскање преко Интернета. Као основне карактеристике често се истичу: сигурност, поузданост, подесивост, брзина.
Новије верзије имају уграђен апарат за скидање датотека, примање и слање електронске поште, сопствени нотес, језички преводилац, подршку за блокирање искачућих прозора и IRC. У новијим верзијама, Опера је увела и тзв, „Брзо бирање“ које омогућава лако и брзо отварање кориснички дефинисаних веб страница, што је једна од могућности које већина других прегледача не поседује. Такође, још једно обележје Опере је и могућност коришћења тзв. гестова мишем, што додатно олакшава навигацију кроз странице, јер омогућава кориснику да без непотребног померања миша обавља комплетну навигацију кроз странице уз само неколико кликова мишем.
Произвођач Опере је компанија Опера софтвер (енгл. Opera Software) која је саставни део Теленор Групе.
Оперин мобилни веб прегледач Опера Мини и најновије верзије апликације за рачунаре, бесплатне су. Један је од најбржих, ако не и најбржи, графички веб прегледач.
Оперу развија компанија Opera Software, са сједиштем у Ослу, у Норвешкој. Ради на разним операцијским системима, укључујући велик број верзија система Windows, Mac OS X, Linux, FreeBSD и Solaris. Такође се користи у мобилним телефонима, смартфон уређајима, Personal Digital Assistant уређајима, игрицама-конзолама и интерактивним телевизорима. Технологија Опере лиценцирана је од стране других компанија ради употребе у производима, као што је Adobe Creative Suite.

## Историја
Опера је настала 1994. као истраживачки пројекат компаније Теленор, највеће норвешке телекомуникацијске компаније. Током 1995. године разгранала се у независну компанију Opera Software ASA..
Опера се до верзије 2.0 називала "MultiTorg Opera" и није била доступна јавности, иако је неки документи показују на "Трећој међународној WWW Конференцији" 1995. године. Била је позната по свом вишедокументном кориштењу (MDI) и "врућем попису" (hotlist), који су олакшавали истовремено прегледавање више страница, као и по томе што је била први прегледач који се потпуно посветио прилагођавању на W3C стандарде.

## Временски ток
- 1996: Прво јавно издање била је верзија Opera 2.0 for Windows, изашла као shareware.
- 10. октобар 1997.: Због велике потражње, Opera Software лансира "Project Magic", да би утврдили ко би био вољан купити копију бровсера (browsera) за оперативне системе осим Windowsa и да би правилно расподелили средства за развој или спољне сараднике за такве операцијске системе.
- 30. новембар 1997. Закључено је гласање о томе за који ће се операцијски систем убудуће развијати. Project Magic тад је постао новинска колумна за ажурирања алтернативних операцијских система до верзије 4.
- 31. децембра 1997.: Објављена је Опера 3, за више операцијских система.
- 1998.: Објављена је Опера 3.5, пружајући прву имплементацију подршке каскадним стилским обликовањима (CSS) у Опери.
- 28. јун 2000.: Објављена је Опера 4 за Windows, представљајући нову вишеплатформску језгру и интегрисани клијент е-поште.
- 6. децембра 2000.: Објављена је Опера 5, замјењујући пробно раздобље с рекламама.
- 29. новембра 2001.: Објављена је Опера 6. Ова верзија додала је Unicode подршку и једнодокументно кориштење као додатак вишедокументном коришћењу из пријашњих верзија.
- Јануар 2003: Опера 7 представља нови погон распореда назван "Presto". Овај је погон имао побољшану подршку за CSS, клијентске скрипте и Document Object Model
- 12. септембра 2003. Корисницима се нуди избор између генеричких графичких баннера и Гоогле-ових текстуалних реклама чији је садржај зависио о страници коју се прегледава.
- Август 2004: Опера 7.6 почела је ограничено "алфа" тестирање. Имала је подршку за напредније стандарде и представила је подршку за говор, укључујући и подршку за Voice XML. Опера је такође представила нови прегледач за Interactive Television, а који је укључивао опцију "fit to width" (прилагођавање ширини), начин прилагођавања садржаја на веб страницама како би се омогућило смјештања целог садржаја унутар површине заслона. Технологија је у почетку увелике употребљавала CSS, али данас се употребљава интерна Оперина технологија. Опера 7.6 никад није изашла као финална верзија.
- 12. јануара 2005.: Компанија Опера Софтвере изјавила је да ће нудити бесплатне лиценце вишим образовним установама, као и промену с претходне цене од $1,000 USD за неограничене лиценце. Школе које су искористиле бесплатне лиценце укључују Масачусетски технолошки институт (MIT), Универзитет Харвард, University of Oxford, Georgia Institute of Technology и Универзитет Дјук.
- 19. априла 2005.: Објављена је верзија 8.0. Осим подршке за SVG Tiny, мултимодалне опције и корисничке JavaScript, задано кориснички интерфејс значајно је поједностављено. Промјене корисничког сучеља нису се свиделе великом броју постојећих корисника јер су неке напредне поставке постале скривене.
- 20. септембра 2005.: Са верзијом 8.50, уграђене рекламе у потпуности су уклоњене и прегледач је постао бесплатан. Компанија је наставила продавати уговоре о подршци. Унапређења су обухватала аутоматско исправљање неправилно обликованих веб-страница од стране клијента, те мноштво сигурносних исправки.
- 7. фебруар 2006.: Основан је Опера Лабс, пружајући поглед иза сцена на најновију технологију и производе, и на њему ће бити постављане бета верзије.
- 16. фебруар, 2006. Опера проглашава партнерство с Нинтендом Nitendom, да би развила верзију свог пртраживача за Нинтендов Nitendom у Јапану и Европи.
- 10. маја 2006. Опера проглашава партнерство с Нинтендом, да би развила верзију свог прегледника за Нинтендову нову "Wii" конзолу.
- 20. јуна 2006. Објављена је Опера 9.0.
- 18. децембра 2006. Објављена је Опера верзија 9.10. Ова је верзија представила заштиту од превара у стварном времену.
- 25. октобра 2007. Објављена је прва бета Опере 9.50 (кодно име Кестрел) којом је побољшана стабилност, брзина и подршка за стандарде (међу осталим и потпуна подршка за CSSZ).
- 24. априла 2008. Објављена друга бета Опере 9.5 с новим побољшањима стабилности и брзине
- 10. јуна 2008. Објављен кандидат за издавање Опере 9.5
- 12. јуна 2008. Објављена завршна верзија Опере 9.5 с новим изгледом и разним новим побољшањима
- 16. јула 2009. Изашла је нова верзија Опере 10 бета 2 са разним новим побољшањима

## Будући развој
Опера 10 (кодно име Перегрине) биће утемељена на вишеплатформском искуству које ће кориснику дозволити читање веб-странице, да започне читање и да настави на мобилном телефону. Опера 10 такође ће укључивати алате који ће пружати платформу за програмере на отвореним стандардима.

### Мобилни телефони
Опера Мини је бесплатни компактни бровсер за мобилне телефоне и остале уређаје који имају Java ME инсталирану. Користи Оперине сервере да сажме странице прије слања бинарних подтака на мали заслон телефона. Ова метода чини многе странице компатибилне мобилним телефонима.

### Главни уређаји с Опером
- Nintendo Wii
- Archos 604 WiFi
- Nintendo DS
- Nokia 770
- Sony Mylo
- NDS MediaHighway Advanced (Pilottime)
- Mood Box
- Archos PMA400
- Sharp Zaurus
- Thales TopSeries In-Flight Entertainment
- Amino AmiNET
- Psion

### Најновије верзије
- Windows: 10.60/10.70 beta (Windows 95 i новији)
- Microsoft Windows: 3.62 (Windows 3.x)
- Mac OS X: 9.52/9.60b; Mac OS: 6.03
- Linux i386, SPARC i PowerPC: 9.52/9.60b
- Linux arm: 7.6
- FreeBSD i386: 9.52/9.60b
- Solaris SPARC i i386: 9.52/9.60b
- OS/2: 5.12
- BeOS: 3.62
- QNX: 6.0.1
- Symbian OS Series 60: 8.60 (Series 60 3rd i 2nd Edition)
- Symbian OS Series 60: 6.20 (Series 60 1st Edition)
- Symbian OS UIQ: 6.31
- EPOC: 5.14
- Windows Mobile: 8.60/9.50b
- Java ME (Opera Mini): 4.1 - (за мобилне телефоне и остале уређаје који подржавају МИДП 1.0 или вишу Јаву )
- Pocket PC: 8.60
- Windows CE: 8.60